# Beriain
|  | Per a altres significats, vegeu «Demetrio Beriain Azqueta». |

Beriain (basc) —oficialment Beriáin (castellà)— és un municipi de Navarra, a la comarca de Cuenca de Pamplona, dins la merindad de Pamplona. Limita amb els municipis de Tiebas-Muru Artederreta al sud, Galar a l'est i Noain a l'oest.

## Demografia
| Evolució demogràfica | Evolució demogràfica | Evolució demogràfica | Evolució demogràfica | Evolució demogràfica | Evolució demogràfica | Evolució demogràfica | Evolució demogràfica | Evolució demogràfica | Evolució demogràfica | Evolució demogràfica |
| 1996                 | 1998                 | 1999                 | 2000                 | 2001                 | 2002                 | 2003                 | 2004                 | 2005                 | 2006                 | 2007                 |
| -------------------- | -------------------- | -------------------- | -------------------- | -------------------- | -------------------- | -------------------- | -------------------- | -------------------- | -------------------- | -------------------- |
| 2.317                | 2.431                | 2.503                | 2.584                | 2.707                | 2.836                | 2.925                | 3.042                | 3.073                | 3.125                | 3.308                |